# South Park: Post Covid: The Return of Covid
South Park: Post Covid: The Return of Covid  (estilizado como South Park: Post COVID: The Return of COVID), es una película de televisión estadounidense de comedia animada para adultos. Es la segunda de una serie de películas para televisión de South Park para el servicio de streaming Paramount+ y fue estrenada el 16 de diciembre de 2021.
La película es una secuela directa y continúa la historia de la película anterior, South Park: Post Covid, siendo el cuarto y último episodio de la temporada 24 y el episodio 311 de la serie.

## Trama
Stan Marsh tiene un flashback del inicio de la pandemia de COVID-19 cuando él, Kyle Broflovski, Kenny McCormick y Eric Cartman fueron enviados a casa de la escuela antes de que pudieran chantajear a su compañera Heather Wiliams para que asistiera a un juego de los Denver Nuggets; y los eventos que lo llevaron a quemar Tegridy Farms que acabaron en la muerte de su hermana Shelley y posterior suicidio de su madre Sharon.
Actualmente, South Park permanece en cuarentena debido a la nueva variante de COVID-19. Huyendo y protegiendo su último brote de marihuana, Randy Marsh es acorralado por las enfermeras de Shady Acres cuando Token Black las derrota y lleva a Randy al laboratorio de Kenny. En el laboratorio, Stan y Kyle, junto con Wendy Testaburger, Tweek Tweak, Craig Tucker, Jimmy Valmer y Clyde Donovan, no pueden atravesar el cortafuegos de Kenny sin un comando de voz de él o de su socio institucionalizado, Victor Chouce. Wendy se da cuenta de que el experimento necesitará papel de aluminio, todos los suministros están en barcos de carga en tierra. Stan y Kyle salen a buscar a Chouce, mientras Tweek y Craig buscan el florete.
Stan y Kyle descubren que "Chouce" es en realidad el Profesor Chaos en el asilo mental de South Park. Entran en la celda para descubrir que en realidad es Butters Stotch, quien se volvió loco después de que sus padres lo abandonaron. En su aislamiento, Chaos comenzó a comerciar con NFT, al mencionar que el personal del asilo somete a Chaos y saca a los chicos de su celda. Chaos usa un documento sobre la investigación de Kenny que Kyle le dio para convencer a un guardia de que lo libere. Mientras tanto, Randy cultiva su marihuana mientras los demás explican el plan de Kenny para viajar en el tiempo y así prevenir la pandemia. Randy está convencido de que su marihuana es la solución a su problema. Sus planes se complican aún más por la negativa de Clyde a ser vacunado.
En la iglesia de South Park, Cartman y su familia se acercan al padre Scott Malkinson. Cartman forma la Fundación contra los viajes en el tiempo mientras esconde a su familia en el ático, con la intención de evitar que Kyle implemente el plan de Kenny. Tweek y Craig llegan a la iglesia y, sin darse cuenta, informan a Cartman de su propósito, lo que resulta en su captura. Cartman convence a Clyde para que se una a su causa; Más tarde encuentra a Chaos vendiendo NFT a personas mayores y lo usa para obstaculizar al grupo en el laboratorio. Tras el regreso de Stan y Kyle, a Randy y los otros chicos les han lavado el cerebro en invertir en los NFT, mientras que Cartman y su grupo han robado el equipo. En la iglesia, Cartman revela su plan para matar a Kyle en el pasado, mientras este y Stan deshacen el lavado de cerebro del Profesor Chaos. Wendy admite que el plan de Kenny no era prevenir la pandemia sino salvar la amistad de los chicos y mejorar el futuro; Token afirma que "Tegridy Weed" solo estaba en las notas de Kenny como un recordatorio para llevar un poco de marihuana con él. Un Randy deprimido perdona a Stan por sus acciones y le da su última semilla de marihuana.
Cartman se prepara para que Clyde viaje en el tiempo cuando Stan y Kyle llegan y usan su Amazon Alexa para neutralizar al Profesor Chaos. Es entonces cuando Cartman y Kyle comienzan a pelear hasta que Yentl (la esposa de Cartman) lo convence de permitir que Kyle y Stan implementen su plan. El hijo pequeño de Cartman activa la máquina y envía a Clyde al pasado. Al llegar para recuperar el arma de su padre, Clyde convence a su yo del pasado de no vacunarse. El adulto Clyde se acerca a los niños con la intención de matar al joven Kyle cuando llegan Stan, Kyle y Cartman, después de haber viajado en el tiempo para intervenir. Antes de que Clyde pueda disparar, Cartman logra matarlo a tiros.
Al darse cuenta de que no pueden prevenir la pandemia, Stan, Kyle y Cartman deciden cambiar su reacción. Se acercan a Heather Williams y la chantajean para que les consiga entradas para el partido de los Nuggets, donde los chicos se perdonan. Stan le envía a Randy la variedad de marihuana del futuro, que su padre cultiva para su distribución masiva. Bajo la influencia de la tensión, todos se perdonan por su comportamiento durante la pandemia, cambiando el futuro. Las vidas de casi todos han cambiado para mejor en el futuro revisado, con Sharon, Shelley y Kenny reviviendo en el nuevo futuro, mientras que Cartman se ha convertido en un alcohólico sin hogar en la calle.

## Recepción
Dan Caffey de The A.V. Club dijo sobre la película: «Retomando donde lo dejó Post COVID de noviembre, The Return of COVID encuentra a los niños adultos de South Park en completo modo Avengers: Endgame, tratando de descubrir cómo viajar atrás en el tiempo para revertir la mierda presente en el que viven actualmente. Si eso suena como una destilación demasiado básica de la trama, es porque, al igual que la primera película, The Return of COVID complica la historia con tramas secundarias que a veces hacen que la narrativa central parezca estancada». El final de la película, que reveló el destino de un Eric Cartman adulto, provocó fuertes reacciones entre los fanáticos del programa desde hace mucho tiempo.